# Otradnoje (Leningradská oblast)
Otradnoje (rusky Отрадное) je město v Leningradské oblasti v Ruské federaci. Při sčítání lidu v roce 2010 mělo bezmála čtyřiadvacet tisíc obyvatel.

## Poloha
Otradnoje leží v Něvské nížině na levém, jižním břehu Něvy (přítoku Něvské zátoky Finského zálivu), v místech, kde se do ní z jihu vlévají Tosna a  Svjatka. Od Petrohradu, správního střediska oblasti, je Otradnoje vzdáleno přibližně čtyřicet kilometrů východně.
Přes město vede od roku 1906 železniční trať z Petrohradu do Volchova, Vologdy  a Kirova.

## Dějiny
Na území moderního Otradnoje je u ústí Tosny do Něvy k roku 1708 doložena vesnice Ivanovskaja (Ива́новская). Nedaleko ní nechala v roce 1748 postavit Kateřina II. Veliká letní sídlo Pellinský palác pojmenovaný po Pelle, rodišti Alexandra Velikého. Jeho hlavní budovy byly zničeny za vlády Pavla I. Ruského a později na nich vznikla obec Otradnoje.
V polovině 19. století vznikla v Ivanovské válcovna mědi a obci se neoficiálně říkalo Mednoje (Медное).
V roce bylo Otradnoje povýšeno na sídlo městského typu. 
Za druhé světové války byla obě sídla od září 1941 do ledna 1944 v rámci obležení Leningradu okupována německou armádou a protože se nacházela v oblasti válečné fronty, která zde probíhala po Něvě, byla zničena.
V roce 1957 byla na sídlo městského typu povýšena i Ivanovskaja.
Moderní město Otradnoje vzniklo sloučením obou sídel a ještě vesničky Usť-Tosno v roce 1970.

### Rodáci
- Andrej Vasiljevič Buškov (* 1969), krasobruslař